# Dublin Death Patrol
I Dublin Death Patrol (D.D.P.) sono una band thrash metal fondata nel 2006 dal cantante dei Testament Chuck Billy e dal cantante degli Exodus Steve Souza.

## Formazione
- Chuck Billy - voce (Testament)
- Steve Souza - voce (Testament, Exodus)
- Andy Billy - chitarra
- Greg Bustamante - chitarra
- Steve Robello - chitarra
- Willy Lange - basso (Lääz Rockit)
- Eddie Billy - basso (Vio-lence)
- John Souza - basso
- Danny Cunningham - batteria
- Troy Luccketta - batteria (Tesla)

## Discografia
- 2007 - DDP 4 Life
- 2012 - Death Sentence